# ابریشم

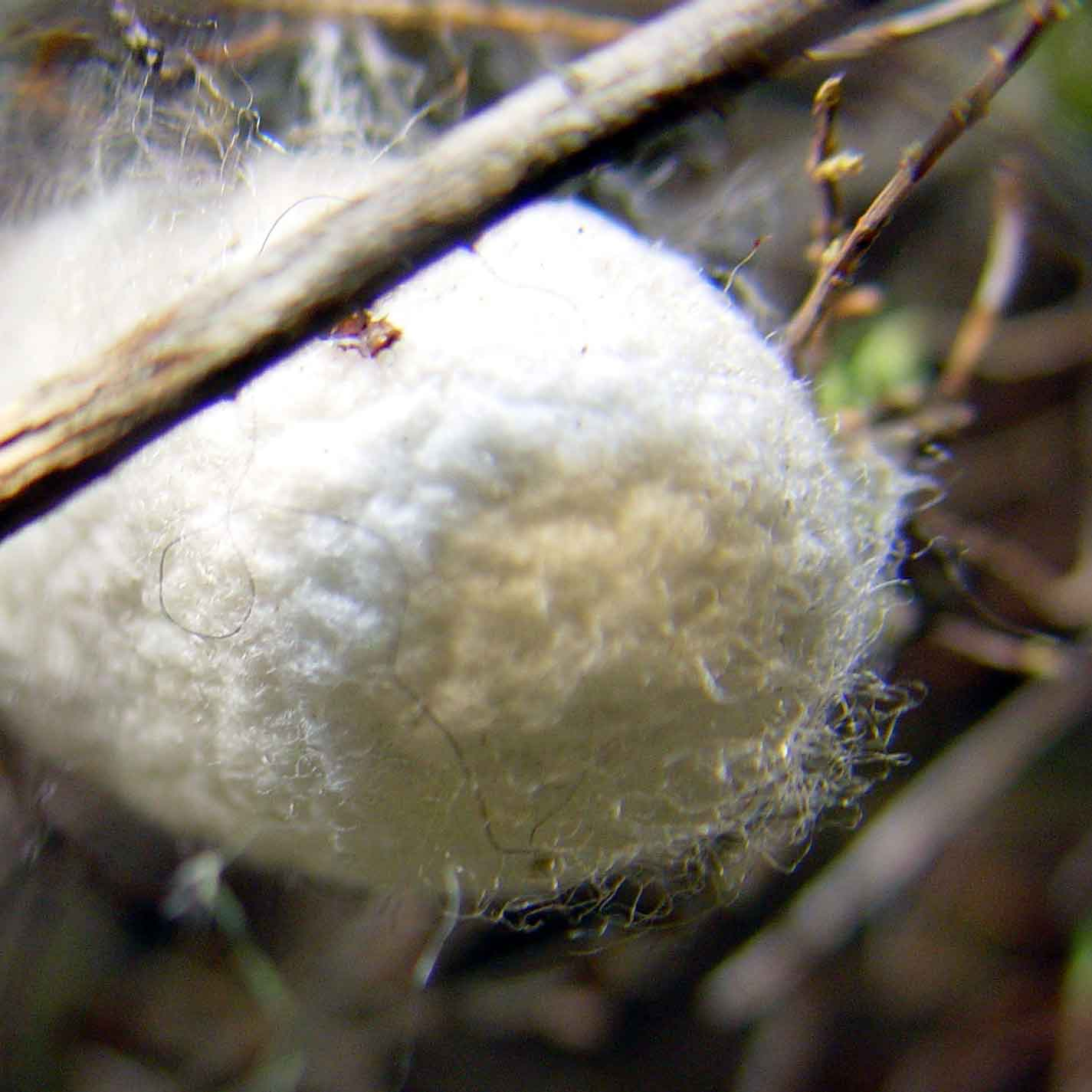
پیله

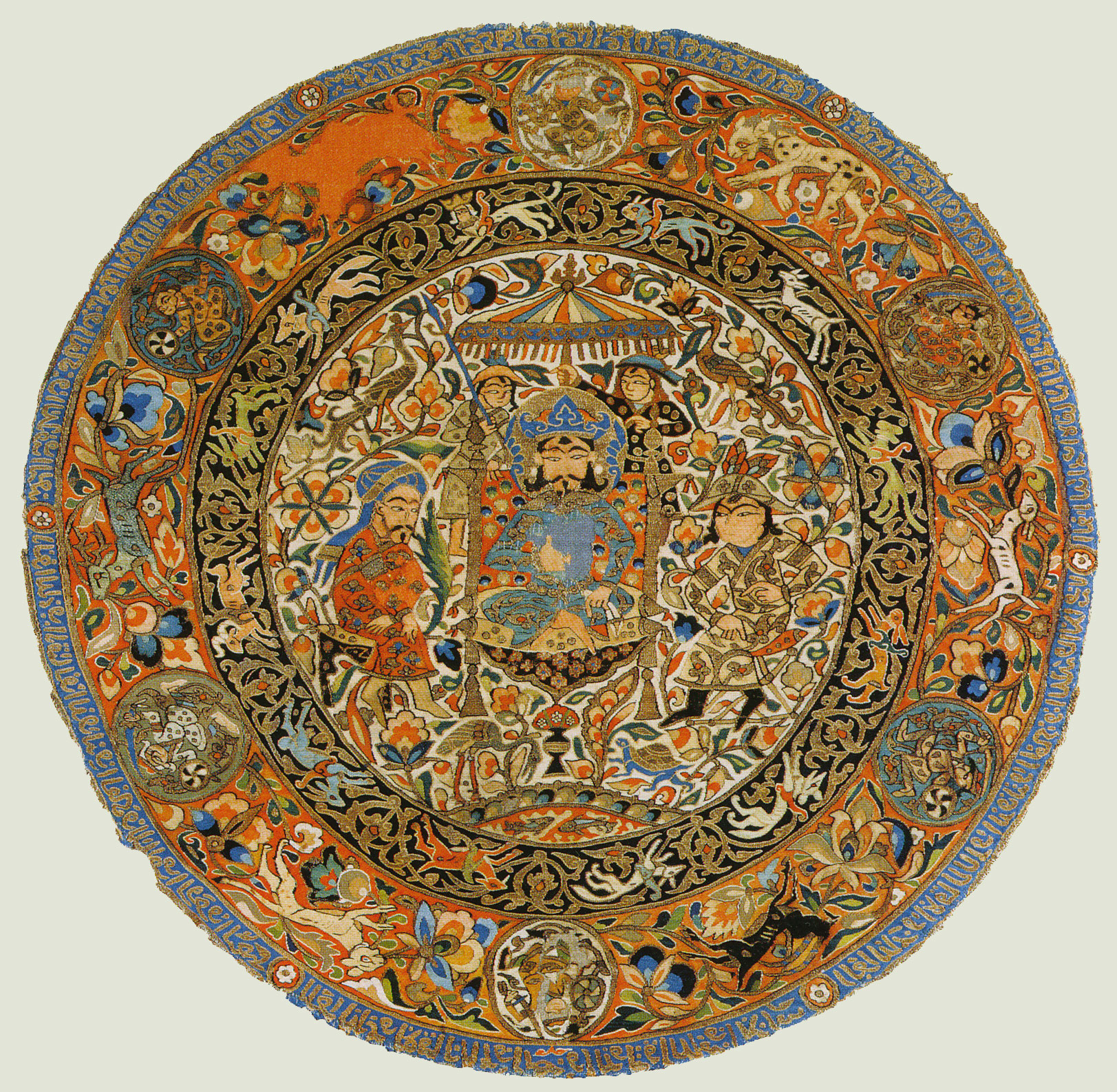
قطعه‌ای زینتی و گرد از جنس ابریشم با طرح‌های مغول متعلق به هنر دوره ایلخانی.

ابریشم الیافی طبیعی از جنس پروتئین می‌باشد که از برخی از انواع آن می‌توان پارچه درست کرد.
از نخ ابریشم، پارچه‌های ابریشمی می‌بافند که یکی از بهترین و نرمترین پارچه‌های دنیا به‌شمار می‌روند.
به دلیل خاصیت براقی نخ ابریشم، پارچه‌های بافته شده از ابریشم همانند منشورهایی هستند که اگر از جهات مختلف به آن‌ها نگاه کنید رنگ‌های متفاوتی از آن می‌بینید.
در حدود ۲۷۰۰ سال پیش از میلاد مسیح نخستین بار ابریشم‌بافی در چین انجام شد.

## تاریخچه
چینی‌ها روش تهیه ابریشم را از ۴۰۰۰ سال پیش می‌دانستند. داستان جالبی در مورد نحوهٔ تهیه ابریشم بین چینی‌ها است که می‌گوید روزی ملکهٔ چین «سی لینگ شی» یک پیله کرم ابریشم را به اشتباه داخل آب جوشی که مخصوص شست‌وشوی دست‌ها بوده، می‌اندازد. روز بعد می‌بیند که تارهای ابریشمی از داخل ظرف بیرون می‌آیند. از این عمل لذت می‌برد و از آن زمان شروع به نگهداری از کرم‌های ابریشم می‌کند تا بتواند از ابریشم آن‌ها برای لباس‌ها استفاده کند. تا مدت‌ها چینی‌ها راز تهیه ابریشم را حفظ کرده بودند. ژاپنی‌ها جزو اولین کسانی بودند که توانستند در قرن سوم به این راز پی ببرند.
حدود ۵۵۰ سال بعد از میلاد مسیح ژوستینین یکم پادشاه بیزانس، دو راهب را به عنوان جاسوس به چین فرستاد. زمانی که آن دو برگشتند چندین کرم ابریشم را در داخل یک استوانهٔ چوبی از بامبو با خود آوردند. بعد از آن هنر به دست آوردن ابریشم از کرم ابریشم کم‌کم در تمام جهان شناخته شد. امروزه ابریشم ایتالیا به لحاظ زیبایی و کیفیت در جهان بهترین نوع ابریشم است.

### در ایران
پیشینه تولید پوشاک و پارچه ابریشمی در ایران به پیش از اسلام برمی‌گردد که به پادشاهی هفتواد در بم نسبت داده شده‌است. در آن دوره سه نوع لباس و پارچه از ابریشم تهیه می‌شده‌است:
- نوع اول دیبا بوده که به لباس ابریشمی ساده رنگی گفته می‌شده‌است.
- نوع دوم برخلاف گفته لغت نامه دکتر معین پرنیان بود که به لباس ابریشمی چند رنگ و اغلب هفت رنگ گفته می‌شده که در بعضی موارد دارای طرح گل در میان پارچه هم بوده‌است.
- نوع سوم و کاملاً درباری ایرانی پرند بوده‌است که به پارچه رنگین ابریشمی و دارای طرح‌های حاشیه‌ای گفته می‌شده و مخصوص خاندان شاهنشاهی ایرانی بوده‌است.

اولین کارخانه ابریشم کشی در ایران اولین بار میانه‌های سده نوزدهم در دوران سلطنت ناصر الدین شاه به وسیلهٔ یکی از سرمایه داران گیلان به نام آقا محمد خان رشتی درقریه برکاده رشت بنا شد که فعالیت آن پس از مدت کوتاهی متوقف گردید. در آخرین سال سلطنت ناصرالدّین شاه یکی دیگر از تجار معروف گیلان به نام حاج امین‌الضرب موفق شد درحد دانش فنی آن روز کارخانه ابریشم کشی مجهزی با استفاده از ماشین آلات فرانسوی درشهر رشت ایجاد کند، و با استفاده از مدیران بازرگانی دیبلت (debblet) فرانسوی انحصار تأسیس آن را به مدت ۲۰ سال به دست آورد این کارخانه با نیروی کارگران ایرانی چندین سال با موفقیت به ابریشم‌کشی و تولید محصول با کیفیت مورد قبول بازارهای بین‌المللی پرداخت ولی سرانجام مسائل اجتماعی و ناسازگاری‌های دو فرهنگ شرق و غرب آن را به تعطیلی کشاند. این مکان در حال حاضر به صورت یک باغ رها شده‌است و همچنین پناهگاه پرندگان مهاجر است که چند ساختمان قدیمی در آن وجود دارد. به استناد گزارش‌های تاریخی موجود، در گذشته بهترین نوع ابریشم و نوغان در رشت و اطراف آن به عمل می‌آمد. و شهرستان های فومن ، صومعه سرا ، شفت و... نیز تولید ابریشم با کیفیت را دارند. 
در سال ۱۳۱۶ نخستین کارخانه ابریشم‌بافی ایران با نام کارخانه حریربافی چالوس در چالوس گشایش یافت.

## مراحل تولید
نخ ابریشم توسط حشرهٔ کوچکی به نام کرم ابریشم تولید می‌شود. کرم ابریشم پیله‌ای را به دور خود می‌تند که هر قدر کرم بزرگتر باشد، اندازهٔ پیله بزرگتر است. زمانی که پیله به اندازهٔ کافی بزرگ شد آن را داخل آب جوش انداخته و می‌جوشانند. در این مرحله کرم داخل پیله می‌میرد و ابریشم از پیله به دست می‌آید. اگر کرم ابریشم به رشد کامل برسد به پروانه تبدیل می‌شود.
در اوایل فصل تابستان کرم ابریشم ماده، حدود ۵۰۰ تخم بر روی برگ درخت توت می‌گذارد. بعد از ۱۰ روز لارو کرم ابریشم از آن تخم‌ها بیرون می‌آید. به علت اینکه بیمار شدن یکی از آن‌ها باعث از بین رفتن همهٔ لاروهای کرم ابریشم می‌شود، از آن‌ها به دقت مراقبت می‌گردد. کرم‌های ابریشم روی برگ‌های درخت توت رشد و از آن‌ها تغذیه می‌کنند. ابریشم از مایعی که از سوراخ کوچکی در دهان این کرم‌ها ترشح می‌شود، به دست می‌آید. آن‌ها پیله‌ها را در حدود ۲۵ روز می‌سازند. یک پنجم وزن پیله‌ها را ابریشم تشکیل می‌دهد.
پیله‌های کرم ابریشم در آب جوش کشته می‌شوند و بعد از آن ابریشم تابیده می‌شود. یک پیله تاری در حدود ۵۰۰ تا ۱۳۰۰ متر دارد. استحکام تار ابریشم به اندازهٔ یک سیم استیلی است که هم اندازه با خود تار می‌باشد. ابریشمی که با کتان یا مواد ترکیبی دیگری تولید می‌شود بسیار زیباست.

## الیاف ابریشم

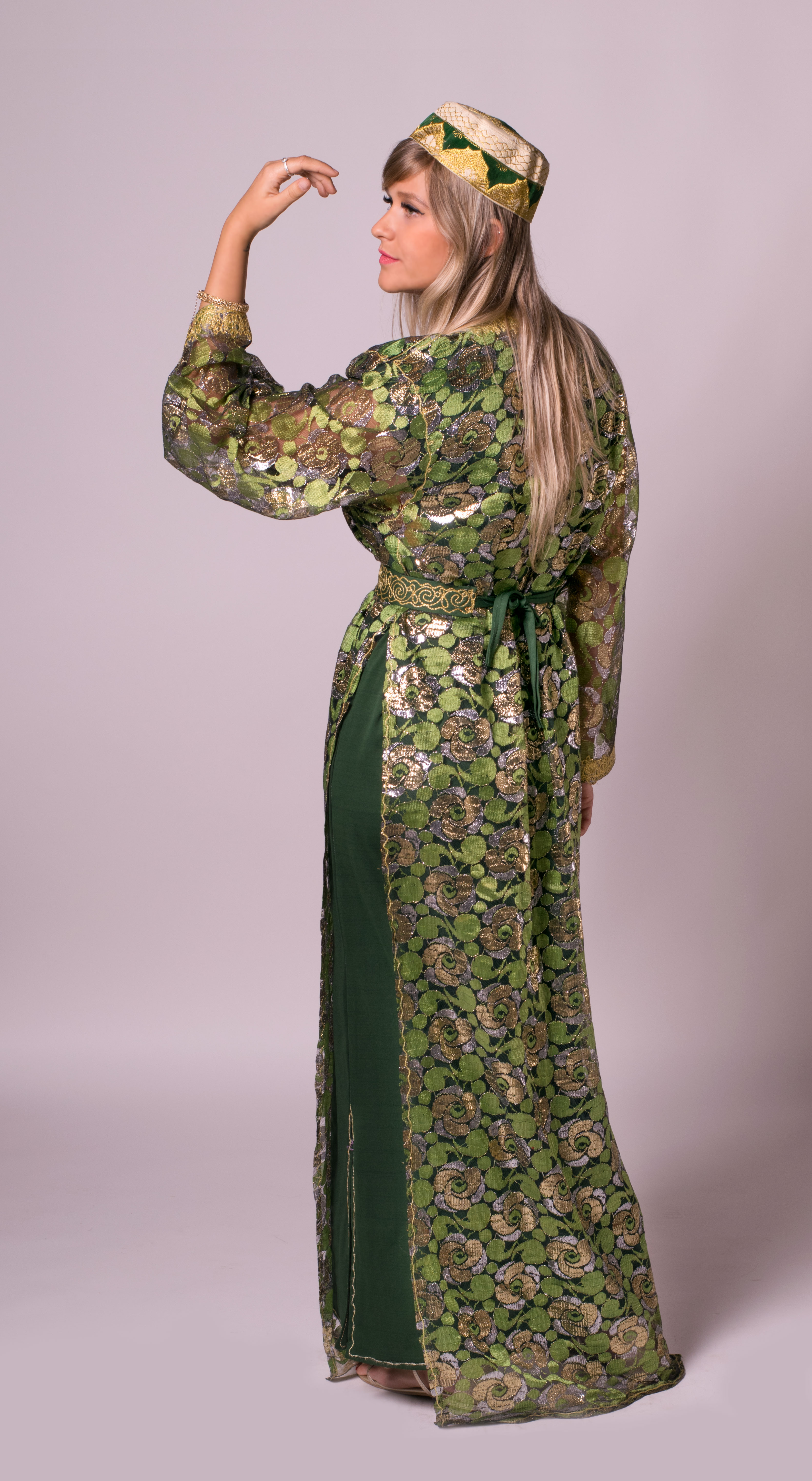
نگاره‌ای از یک خِفتان ابریشمی مراکشی.

ابریشم از جمله الیاف حیوانیست و برای تولید پارچه‌های دستباف زیبا، لطیف و با ارزش به کار می‌رود. لیفی است پروتئینی که بر اثر انجماد موادی که کرم ابریشم ترشح می‌کند، به‌دست می‌آید و از دو فیلامنت موازی که توسط مادهٔ چسبناکی به نام صمغ به یکدیگر چسبیده، تشکیل شده‌است.
کرم ابریشم با تنیدن مداوم این رشته در اطراف خود، پیله‌ای می‌سازد که در آن محبوس می‌شود و پس از مدتی تبدیل به پروانه شده و با سوراخ کردن پیله از آن خارج می‌شود.
پرورش دهندگان کرم ابریشم بعد از تکمیل پیله و قبل از خروج پروانه، در آبی با حرارت ۶۰ دجه سانتی گراد یا به وسیلهٔ بخار آب، کرم را کشته و سپس پیله‌ها را از نظر کیفیت طبقه‌بندی نموده و هر بخشی را که دارای کیفیت یکسان است، برای نرم شدن صمغ به داخل ظرفی محتوی آب داغ ریخته و پس از پیدا شدن سرهای الیاف، آن‌ها را به صورت رشته درآورده و سپس با انجام عملیاتی خاص، رشته‌های حاصل رابه نخ ابریشم تبدیل می‌کند.
هر رشته ابریشم خام از دو فیلامنت که توسط صمغ سریسین به یکدیگر چسبیده‌اند، تشکیل شده که سطح آن در زیر میکروسکوپ تشکیل شده که سطح آن در زیر میکروسکوپ یکنواخت نبوده و حباب‌ها، تارها و رگه‌های سریسین که ماده‌ای پروتئینی شبیه ژلاتین است، بر روی آن دیده می‌شود و معمولاً دارای رنگ زرد یا کرم می‌باشد.

### ساختار لیف ابریشم
ابریشم خام (آبشیم) همان‌طور که گفته شد، مرکب از دو فیلامنت و سریسین و سایر مواد است و حدود ۷۵ درصد هر لیف ابریشم خالص به فرمول شیمیایی
(C15H23N5O6)>تشکیل می‌دهد. مولکول ابریشم که ترکیبی از کربن، هیدروژن، ازت و اکسیژن است، در آب غیر محلول بوده و در آب جوش استقامتی بیش از پشم دارد؛ ولی چنانچه مدت طولانی جوشانده شود، استحکامش را از دست می‌دهد.

### ویژگی‌های الیاف ابریشم
ابریشم الیاف بسیار محکمی است که قوام آن معمولاً در حدود ۳٫۵ تا ۵ گرم بر دنیر است و استحکام کشش مرطوب آن به ۷۵ تا ۸۵ درصد می‌رسد.
توان اضافه شدن به طول نخ تا رسیدن به حد پارگی در شرایط معمولی حدود ۲۰–۲۵ درصد می‌باشد.
بازگشت الاستیکی و قابلیت ارتجاع لیف ابریشم ریسیده شده از پنبه و ریون بیشتر و از پشم کمتر است و صمغ‌گیری شدهٔ آن وزن مخصوصی معادل ۱٫۲۵ دارد که در مقایسه با وزن مخصوص پنبه، کنف و پشم، کم است. به همین جهت غالباً الیاف ابریشمی به وسیلهٔ نمک‌های فلزی، وزن داده می‌شوند که این کار علاوه بر آنکه باعث افزایش چگالی ابریشم می‌شود، خواص افتادگی آن را نیز بهبود می‌بخشد.
ابریشم همانند پشم، قدرت زیادی در جذب آب دارد و می‌تواند تا ثلث وزن خود آب جذب کند.
مقاومت ابریشم در برابر حرارت از الیاف پشم بیشتر بوده و در حرارت ۱۴۰ درجه سانتی گراد تا مدت زیاد می‌تواند مقاومت کند، ولی در حرارت ۱۷۵ درجه سانتی گراد به سرعت متلاشی شده و بویی نظیر بوی مو، شاخ و سایر پروتئین‌های سوخته را از خود متصاعد می‌کند.
اثر اکسیژن موجود در هوا بر ابریشم بسیار زیاد است و نور خورشید این اثر را افزایش داده، موجب تسریع در فساد ابریشم می‌شود.
ابریشم در مقابل مواد اکسیدکننده حساس است، از این رو در موقع عمل با سفید کننده‌ها و به ویژه آب اکسیژنه باید دقت کافی شود. اسیدهای غلیظ باعث متلاشی شدن ابریشم می‌شود ولی اسیدهای رقیق در شرایط معمولی اثری بر روی ابریشم نمی‌گذارد. فقط به سرعت جذب ابریشم می‌شوند که زدودن آن‌ها به سادگی انجام پذیر نیست.
آسیب‌پذیری ابریشم در برابر قلیایی‌ها به مراتب کمتر از آسیب‌پذیری پشم می‌باشد و اثری که قلیایی‌های ضعف نظیر صابون، براکس و آمونیاک بر روی ابریشم باقی می‌گذارند، بسیار ناچیز و تقریباً غیر محسوس است و قلیایی‌های با غلظت بیشتر مانند محلول رقیق هیدروکسید سدیم یا سود سوزآور باعث کاهش استحکام و شفافیت رنگ ابریشم می‌شود و محلول غلیظ سود سوزآور قادر به حل ابریشم در خود می‌باشد. در شرایط معمولی، ابریشم در برابر حلال‌های آبی مقاوم و آسیب‌پذیری آن ناچیز است.